# 贊布魯夫縣

52°59′N 22°15′E / 52.983°N 22.250°E
贊布魯夫縣（波蘭語：Powiat zambrowski），是波蘭的縣份，位於該國東北部，由波德拉謝省負責管轄，首府設於贊布魯夫，面積733平方公里，2006年人口44,798，人口密度每平方公里61人。